# Hydropisphaera nymaniana
Hydropisphaera nymaniana är en svampart som först beskrevs av Henn., och fick sitt nu gällande namn av Rossman & Samuels 1999. Hydropisphaera nymaniana ingår i släktet Hydropisphaera och familjen Bionectriaceae.   Inga underarter finns listade i Catalogue of Life.